# أندروماخس
أندروماخس (اليونانية: Ἀνδρόμαχος ؛ القرن الأول) كان اسم طبيبين يونانيين، الأب والابن، الذين عاشوا في زمن نيرون.
أندروماخس الأكبر، ولد في جزيرة كريت، وكان طبيبًا لنيرون، 54-68 م. تم الاحتفال به بشكل أساسي لكونه أول شخص من المعروف أنه تم منحه لقب آرشیار، بعد إدراك التأثيرات المضادة للسموم من لحم الأفعى، صنع ترياق الفاروق مع التغييرات في الصيغ السابقة مثروديطوس.
اندروماخس الأصغر، قد يكون ابن اندروماخس الأكبر، طبيبًا إمبراطوريًا أيضًا. لم يُعرف أي شيء عن أحداث حياته، ولكن من المفترض عمومًا أنه كان مؤلفًا لعمل عن الصيدلة في ثلاثة كتب.